# Mitracephala lachaumei
Mitracephala lachaumei är en skalbaggsart som beskrevs av Roger Paul Dechambre 1992. Mitracephala lachaumei ingår i släktet Mitracephala och familjen Dynastidae. Inga underarter finns listade i Catalogue of Life.